# Live at the Astoria, London
Live at the Astoria, London é o primeiro DVD solo do guitarrista virtuoso estadunidense Steve Vai.
O DVD duplo, lançado no dia 9 de Dezembro de 2003, contém imagens do show realizado no "The Astoria" em Londres nos dias 06 e 7 de Dezembro de 2001.

## Conteúdo dos DVDs

### DVD 01

#### Faixas
1. Shyboy
2. Giant Balls Of Gold
3. Erotic Nightmares
4. Blood And Glory
5. Dave-s Party Piece
6. Blue Powder
7. The Crying Machine
8. The Animal
9. Bangkok
10. Tony-s Solo
11. Bad Horsie
12. Chameleon
13. Down Deep Into The Pain
14. Fire
15. Little Wing
16. Whispering a Prayer
17. Incantation (com solo de bateria)
18. Jibboom
19. For the Love of God
20. Liberty
21. The Attitude Song

### DVD 02 (bonus features)
- Backstage
- Behind-The-Scene Footage
- Interviews
- Band Biographies
- Vai Discography
- Los Angeles Rehearsals

### Vendas e certificações
| País           | Empresa | Certificação | Vendas     | Data em que alcançou a certificação | Ref.  |
| -------------- | ------- | ------------ | ---------- | ----------------------------------- | ----- |
| Canadá         | CRIA    | Ouro         | 5,000+     | 18 de Março de 2005                 | [ 1 ] |
| Estados Unidos | RIAA    | 2× Platina   | 2,000,000+ | 23 de Junho de 2005                 | [ 2 ] |

## CD
Disponível apenas online, o CD Steve Vai - Live In London traz 12 músicas deste show selecionadas pelo Vai. O áudio é o mesmo disponível no DVD.
1. Shyboy - 4:08
2. Erotic Nightmares - 4:19
3. The Crying Machine - 4:33
4. Blue Powder - 6:56
5. The Animal - 6:54
6. Bad Horsie - 8:09
7. Down Deep Into The Pain - 3:18
8. Fire - 6:03
9. Little Wing - 4:43
10. Jibboom : 6:29
11. Liberty - 2:05
12. The Attitude Song - 11:33

## Músicos
- Steve Vai: Guitarra & Vocais
- Dave Weiner: Guitarra
- Billy Sheehan: Baixo
- Tony MacAlpine: Guitarra & teclados
- Virgil Donati: bateria